# Celda de Weston

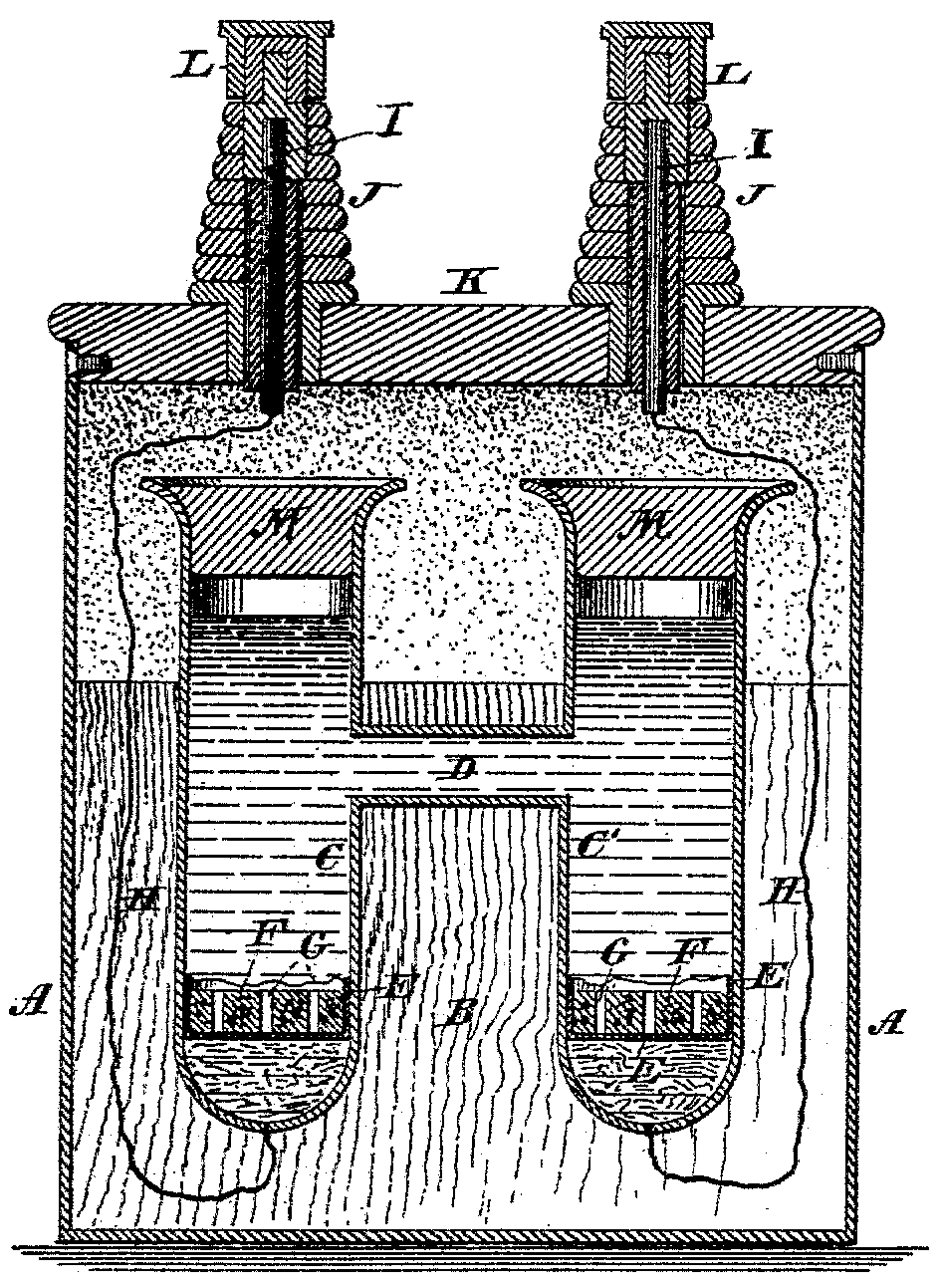
Dibujo de la patente estadounidense 494.827 de Edward Weston que representa la celda estándar.

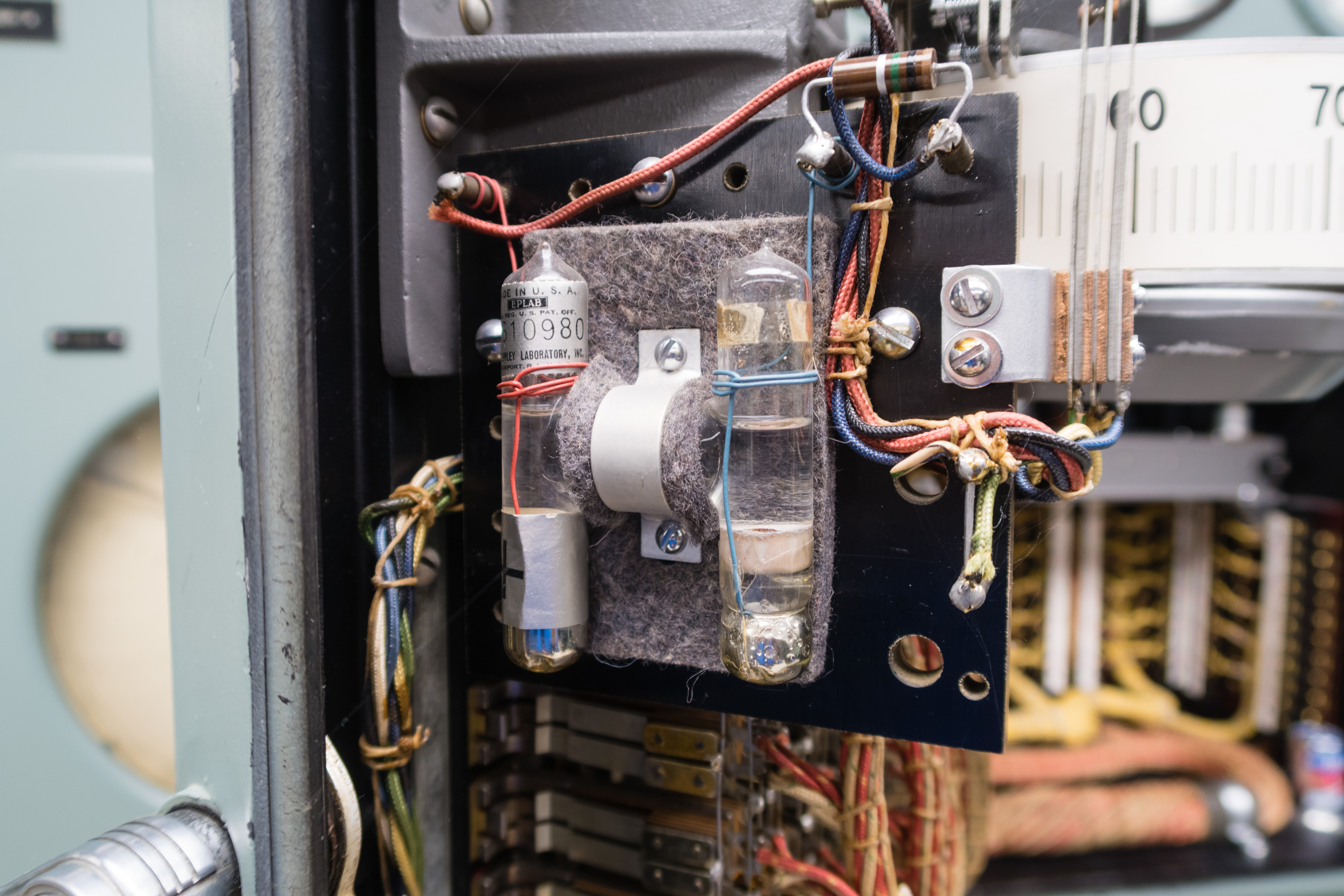
Celda de Weston

La celda de Weston, es una celda húmeda que produce una tensión muy estable, adecuada como estándar de laboratorio para la calibración de voltímetros. Inventada por Edward Weston en 1893, fue adoptada como la norma internacional para los CEM entre 1911 y 1990.
Ánodo:
Cd(s) → Cd2+(aq) + 2e-
Cátodo:
Hg2SO4(s) + 2e- → 2Hg(l) + SO42-(aq)